# Glaciation sturtienne
La glaciation sturtienne est une période glaciaire mondiale ayant eu lieu pendant le Cryogénien, période durant laquelle la Terre connu des glaciations répétées à grande échelle. Il est estimé que la glaciation sturtienne s'est déroulée entre 717 Ma et 660 Ma, soit sur une période d'environ 57 millions d'années. On suppose qu'il s'agit d'un événement de type « Terre boule de neige », ou au contraire de multiples glaciations régionales, et qu'il s'agit de l'événement glaciaire connu le plus long et le plus intense conservé dans les archives géologiques après la glaciation huronienne.

## Étymologie
Le nom de la glaciation fait référence à la formation de Sturt, d'importance mondiale (à l'origine tillite de Sturt)> affleurant dans le superbassin d'Adélaïde en Australie. Cette formation est nommée d'après les gorges de Sturt, en Australie du Sud,, elles-mêmes nommées d'après la rivière Sturt, qui fut nommée en avril 1831 par l'officier militaire britannique, le capitaine Collet Barker, d'après son collègue officier et explorateur Charles Sturt.
La glaciation sturtienne est un nom informel, mais couramment utilisé pour le plus ancien des deux événements glaciaires mondiaux (l'autre est connu sous le nom de glaciation Marinoenne/Elatina ) préservés dans des roches du Cryogénien. Le terme Sturtien a été défini à l'origine comme une unité chronostratigraphique (série) et proposé plus tard comme division chronostratigraphique internationale mais ne fut pas retenu. L'hypothèse de la nature glaciaire de la formation de Sturt au début du XXe siècle a donné lieu à des discussions sur les glaciations néoprotérozoïques (que l'on pensait cambriennes à l'époque) et a encouragé les recherches qui ont finalement abouti à l'hypothèse de la Terre boule de neige,.

## Géologie
Des roches préservant des traces de la glaciation sturtienne ont été découvertes sur tous les continents. Les affleurements les plus notables se trouvent en Australie, au Canada, en Chine, en Éthiopie, en Namibie, en Sibérie et au Svalbard.
Selon Eyles et Young, « les roches d'origine glaciaire occupent une place importante dans la stratigraphie néoprotérozoïque du sud-est de l'Australie et du nord de la Cordillère canadienne . La succession glaciogène du Sturtien (environ 740 Ma) recouvre en discordance les roches du groupe de Burra. » La colonne stratigraphique du Sturtien comprend deux séquences majeures de diamictite et de mudstone qui représentent les cycles d'avancée et de recul des glaciers. Il est stratigraphiquement corrélé au groupe Rapitan d'Amérique du Nord.
La moraine de Reusch, dans le nord de la Norvège, pourrait avoir été déposée au cours de cette période.
En 2024, des chercheurs de l'Université d'Adélaïde et de l'Université de Sydney, utilisant une combinaison de formations géologiques connues du Cryogénien et une modélisation de la tectonique des plaques, à l'aide de modèles informatiques EarthByte, ont proposé que la basse température était le résultat de faibles niveaux de dégazage de CO2 le long des dorsales médio-océaniques, résultat de la rupture du supercontinent Rodinia.
La durée de l'avancée de la calotte glaciaire au début de la glaciation sturtienne a duré moins d'un million d'années.